# Eis Zwindermans Oldenbanning
Eis Zwindermans Oldenbanning (Dalen, 23 september 1889 – De Wijk, 13 november 1950) was een Nederlands politicus en burgemeester namens de NSB.
Zwindermans Oldenbanning was burgemeester van De Wijk tijdens de Tweede Wereldoorlog van 1941 tot 1945. Hij was lid van het Nederlands Agrarisch Front (NAF), een onderdeel van de NSB.
Wegens zijn lidmaatschap van de NSB werd hij in 1948 door de rechtbank in Assen veroordeeld tot 10 jaar ontzegging van het kiesrecht. Daarnaast werd 30.000 gulden van zijn vermogen verbeurd verklaard.